# Francisco Lopes Suasso

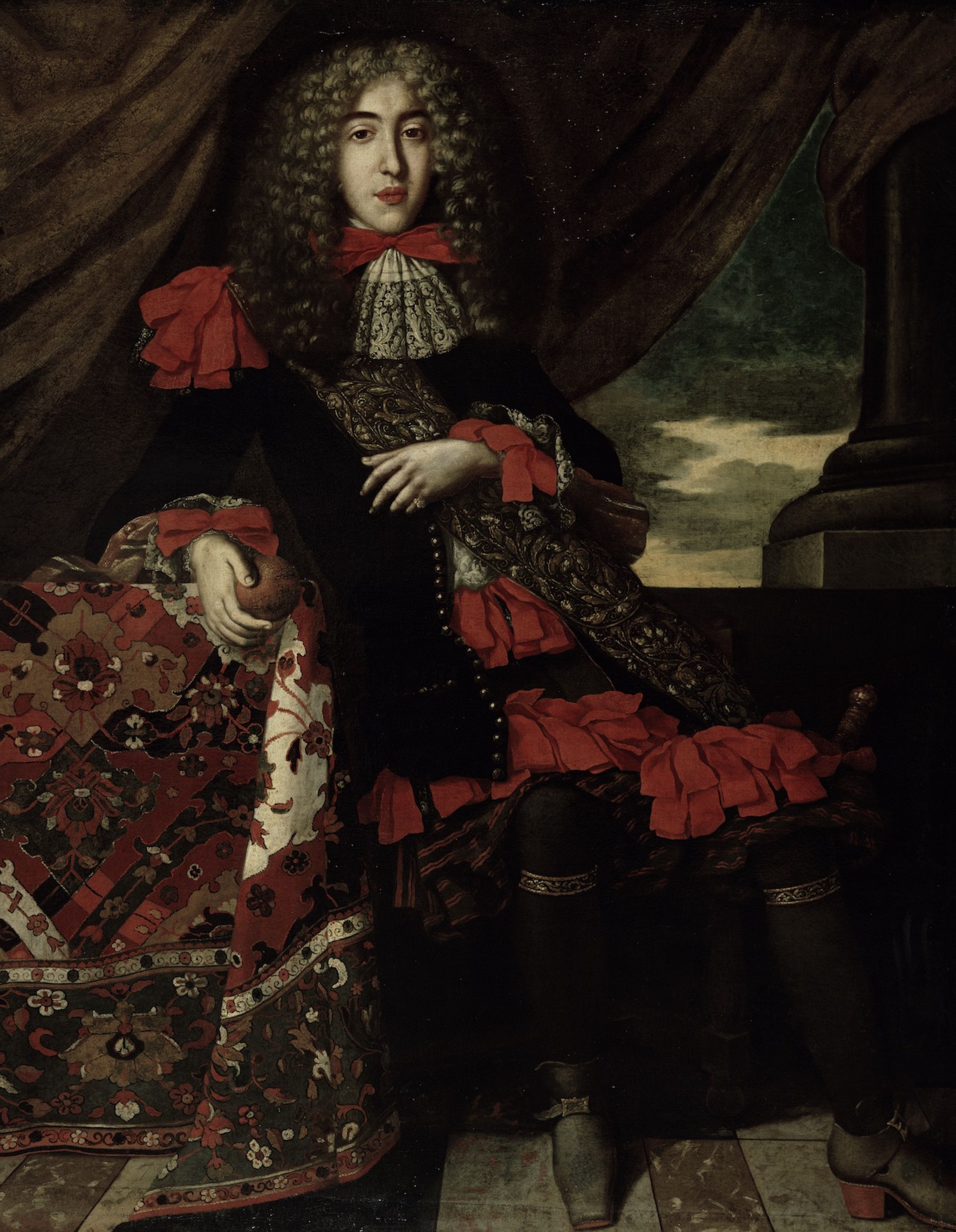
Suasso als jongeman

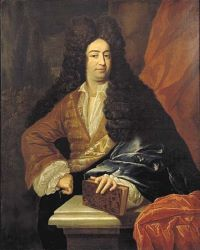
Suasso, rond 1700
Joods Historisch Museum

Don Francisco Lopes Suasso, Baron d'Avernas le Gras (circa 1657 – 22 april 1710) was een bankier en financier van de Republiek der Zeven Verenigde Nederlanden. Hij was binnen de Sefardische gemeenschap ook bekend als Abraham Israel Suasso.

## Achtergrond
Suasso's vader Antonio (alias Isaac) Lopes Suasso (1614-1685) was een bankier. Hij was getrouwd met Violante de Pinto; beiden stamden uit oude, vermogende, Sefardische geslachten en beide families waren maranen, dat wil zeggen: joden uit het Iberisch schiereiland die onder druk van de Inquisitie uiterlijk tot het christendom waren bekeerd, maar daarna naar het Noorden vluchtten en daar weer openlijk joods waren geworden. Nadat ze in de Nederlandse Republiek aankwamen, onderhield de familie Lopes Suasso goede contacten met de Spaanse koning. In 1676 werd Antonio door koning Karel II van Spanje tot baron van Avernas-le-Gras - dit is Cras-Avernas in Brabant - verheven, als dank voor zijn financiële steun en diplomatieke diensten.
Francisco Lopes Suasso is dus van Portugees-Joodse afkomst. Geboren te Amsterdam, was hij de oudste zoon van Antonio en Violante en had vier zussen: Ribca (1655–1695), Rachel (1659–1685), Elisheba (1663–1746) en Esther (1669–1679), evenals een jongere broer: Jacob, die jong stierf.

## Leven en carrière
Suasso ving zijn loopbaan aan bij de bank van zijn vader. Bij die bank zette hij een succesvolle carrière voort na de dood van zijn vader in 1685, toen hij de helft van de omvang van diens fortuin erfde, een groot deel daarvan in de vorm van aandelen in de Vereenigde Oostindische Compagnie.
In 1682 trouwt Suasso in Hamburg met Judith Francisco Teixeira, een dochter van Manuel Teixera, ook een Portugees-Joodse bankier. Een marriage de raison, want naast zijn eigen familie en de Pintos vertegenwoordigt dit de op twee na grootste Portugees-Joodse bankiersfamilie in Noord-Europa.
Als bankier leent Suasso in 1688 aan stadhouder Willem III van Oranje 2 000 000 gulden om diens invasie van Engeland te bekostigen en daar de kroon op te eisen. Verder financiert hij de Negenjarige Oorlog (1688–1697).

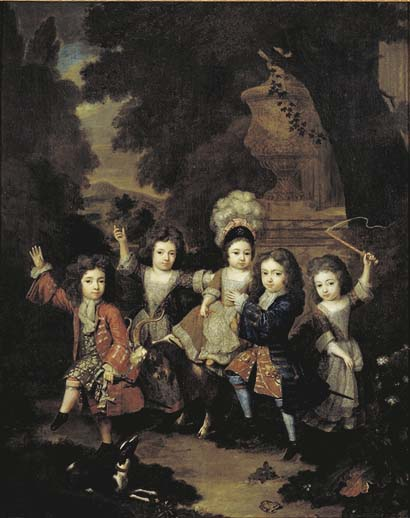
Vijf kinderen van Francisco en Leonora Lopes Suasso, 1710
Constantijn Netscher (1668-1723)

Suassos vrouw Judith overleed in 1689 kinderloos; daarna hertrouwde Suasso in 1694 in Den Haag met Leonora (alias Rachel) da Costa, dochter van Alvaroda Costa en Leonora Mendes. Zij krijgen tien kinderen, en hun zeven zonen waren: Antonio (1695–1775), Alvaro (1696–1751), Manuel (1698–1773), Pedro (1700–1742), Jeronimo (1702–1740), David (1703–1705), en Francisco (1710–1770); de drie dochters heten: Leonora (1701–1754), Sara (1706–1767) en Hanna (1708–1721).
Suasso stierf op 21 april 1710 en werd een dag later begraven op de Portugees-Joodse begraafplaats Beth Haim in Ouderkerk aan de Amstel.

## Verder lezen
- Daniël Swetschinski & Loeki Schönduve, De familie Lopes Suasso, financiers van Willem III (1988)
- Loeki Schönduve, 'Antonio en Francisco Lopes Suasso: joodse baronnen in Holland', in Holland: regionaal-historisch tijdschrift 20 (1988)